# Hallmark Channel
Hallmark Channel é um canal de televisão por assinatura dedicado a programação de entretenimento geral, incluindo séries de televisão e telefilmes, disponível nos Estados Unidos. É propriedade da Hallmark Media, uma subsidiária da Hallmark Cards.
Suas origens remontam aos canais religiosos American Christian Television System (ACTS) e Vision Interfaith Satellite Network (VISN), que compartilhavam o mesmo sinal via satélite, sendo sucedidos pelo The Faith & Values Channel em 1993. Em 1996, após a Liberty Media adquirir 49% do canal, foi relançado como Odyssey Network. Gradualmente, a programação religiosa foi substituída por filmes e séries voltados para a família, especialmente após a Hallmark Entertainment e The Jim Henson Company adquirirem participações significativas no canal em 1998.
Em 2001, passou a se chamar Hallmark Channel após reorganização corporativa. Nos anos 2010, o canal concentrou-se em filmes feitos para a TV, com destaque para romance e comédias, tematizados em torno de estações e feriados. Essa estratégia buscava sinergias com o principal negócio da Hallmark, cartões de datas comemorativas, destacando o evento Countdown to Christmas introduzido em 2009.
Até fevereiro de 2015, o Hallmark Channel estava disponível em cerca de 85.439.000 lares com televisão por assinatura nos Estados Unidos, representando 73,4% dos domicílios com televisão.

## História
O Hallmark Channel tem suas origens no lançamento de dois canais religiosos a cabo distintos, o American Christian Television System (ACTS) e o Vision Interfaith Satellite Network (VISN). Em 1992, esses canais começaram a compartilhar seus sinais em conjunto através do satélite Galaxy III, resultando na criação da rede VISN/ACTS. A VISN, lançada em 1º de julho de 1988, foi fundada pela National Interfaith Cable Coalition (NICC) e transmitia programação religiosa de várias denominações, incluindo protestantes, católicos, judeus e muçulmanos. O ACTS, em operação desde 1984, pertencia à Convenção Batista do Sul e focava em programação cristã evangélica e fundamentalista. Em 1993, o VISN/ACTS foi relançado como Faith & Values Channel, incorporando também programas seculares, como noticiosos e voltado para estilo de vida.
Em 1995, a Liberty Media, uma subsidiária da Tele-Communications Inc., adquiriu 49% do Faith & Values Channel e assumiu o controle operacional, resultando na redução da programação religiosa para cerca de 10 horas diárias. Em 1996, o canal foi renomeado como Odyssey Network. O diretor-executivo do canal Gary Hill faleceu em 1997, e programas religiosos como The Teaching of Christ continuaram junto com séries adquiridas de terceiros como Brooklyn Bridge. O canal através do selo Odyssey Productions produziu programas como CeCe's Place, apresentado pela cantora gospel CeCe Winans, e Landmarks of Faith.
Hallmark Entertainment e The Jim Henson Company compraram participações significativas em 1998, mantendo o formato existente. Sob nova propriedade em 1999, a Odyssey passou por reformulação, reduzindo programas religiosos e focando em entretenimento familiar, apresentando clássicos como ALF e The Muppet Show, programas infantis como Fraggle Rock, e filmes familiares. A mudança refletiu o compromisso dos proprietários com a programação voltada para uma audiência familiar.
Em 2000, o grupo proprietário da Odyssey foi reorganizado como Crown Media Holdings, com a Hallmark, Chase Equity Associates, Liberty Media e o NICC transferindo suas ações para a nova empresa. A Crown Media, detendo controle majoritário, planejava realizar uma oferta pública inicial. Após a venda da The Jim Henson Company em fevereiro de 2000, a empresa vendeu sua participação restante na Odyssey em troca de 8% das ações da Crown Media.
Em março de 2001, a Crown Media anunciou que a Odyssey seria reformulada como Hallmark Channel em 6 de agosto, aproveitando a marca mais conhecida da Hallmark para incentivar uma distribuição mais ampla. O Hallmark Channel reduziu a programação religiosa para 14 horas semanais, expandindo para temas espirituais mais amplos. Em 2002, lançou o programa matinal New Morning e, em 2004, criou o Hallmark Movie Channel.
Em 2005, os canais Hallmark internacionais foram vendidos por cerca de US$ 242 milhões para a Sparrowhawk Media, posteriormente adquirida pela NBCUniversal. O Hallmark Channel alcançou seu maior público em 2005, com um aumento de 34% nos telespectadores. Com o término do contrato exclusivo com a RHI Entertainment, a Larry Levinson Productions tornou-se a única produtora do canal. Em 2007, o canal expandiu seus filmes originais em 50%, de 20 para 30 em 2008.
Em janeiro de 2008, a campanha de Hillary Clinton comprou uma hora no horário nobre do Hallmark Channel para um programa especial de debate, antecedendo a Super Terça das primárias do Partido Democrata. Em 2009, o canal destacou-se por seu sucesso com filmes românticos, consolidando sua marca em meio à incerteza de outras empresas de mídia.
Em maio de 2009, William J. "Bill" Abbott sucedeu Henry Schleiff como presidente do Hallmark Channel, buscando reformular a programação para atrair espectadores mais jovens sem perder o público principal de baby boomers. Abbott pretendia posicionar o canal como um destino para produções mais leves, comédias e qualidade, mantendo a fidelidade à marca Hallmark. O canal iniciou o Countdown to Christmas em 2009, um evento sazonal com estreias de filmes originais natalinos.
Em janeiro de 2010, estabeleceu uma parceria estratégica com a Martha Stewart Living Omnimedia (MSLO), transferindo The Martha Stewart Show para o Hallmark Channel. Em 2012, The Martha Stewart Show foi cancelado devido aos altos custos de produção.
Novos talk shows, filmes e séries originais baseadas em romances, como Cedar Cove e When Calls the Heart, foram anunciados para a programação 2012-2013. Em 2013, introduziu um bloco de filmes familiares na noite de sexta-feira, Walden Family Theater, em parceria com a Walden Media. Em abril de 2014, lançou o serviço de vídeo sob demanda Hallmark Channel Everywhere.
A programação sazonal ganhou destaque, com eventos como Countdown to Valentine's, voltado ao Dia dos Namorados, em 2015 e Winterfest em 2016. Em 2015, Mariah Carey dirigiu e estrelou um filme de Natal para o Hallmark, além de apresentar Mariah Carey's Merriest Christmas, o programa mais assistido do canal. Posteriormente, em maio de 2016, Carey assinou um contrato para desenvolver, produzir executivamente, dirigir, coestrelar e compor uma música original para três filmes, incluindo um destinado ao Countdown to Valentine's Day.
O canal expandiu sua presença em serviços de streaming, como Sling TV, PlayStation Vue e Philo. Em 2017, lançou o serviço de streaming OTT Hallmark Movies Now.
Em dezembro de 2019, o canal enfrentou controvérsia ao retirar anúncios com beijo lésbico, revertendo a decisão após protestos e comprometendo-se a criar programação mais inclusiva. Em 2020, Abbott deixou a presidência do canal, e em 2021, um grupo liderado por Abbott adquiriu o canal Great American Country para relançá-lo como Great American Family, concorrendo diretamente com o Hallmark Channel. Em outubro de 2022, o Hallmark anunciou um acordo de distribuição com a NBCUniversal, disponibilizando sua programação para assinantes do Peacock.

## Versões internacionais
O Hallmark Channel operava vários canais de TV em diferentes mercados internacionais; eles foram vendidos em 2005 para a Sparrowhawk Media, que, por sua vez, foi adquirida pela NBCUniversal em 2007. O acordo de licenciamento para a marca Hallmark Channel chegou ao fim em julho de 2011; os canais foram ou desativados ou renomeados sob outra marca de propriedade da NBCUniversal (como Diva Universal, Studio Universal, 13th Street Universal ou Universal Channel).
Em 25 de outubro de 2018, a Corus Entertainment anunciou que a W Network se tornaria a emissora exclusiva no Canadá das séries e filmes originais do Hallmark Channel a partir de 1º de novembro. O acordo inclui blocos temáticos de programação da Hallmark Channel e transmissões de eventos sazonais, como o Countdown to Christmas.

### Lista de canais Hallmark internacionais
| País/Região                                               | Lançamento              | Substituído por       | Data de substituição   |
| --------------------------------------------------------- | ----------------------- | --------------------- | ---------------------- |
| Benelux                                                   | junho de 1995           | Extinto               | 20 de julho de 2011    |
| América Latina                                            | 12 de setembro de 1995  | Studio Universal      | 1 de fevereiro de 2010 |
| África                                                    | 6 de outubro de 1995    | Universal Channel     | 24 de março de 2010    |
| Scandilux (Suécia, Estônia, Finlândia, Letônia, Lituânia) | 1 de março de 1996      | Extinto               | 31 de agosto de 2009   |
| Itália                                                    | 1 de setembro de 1997   | Diva Universal        | 1 de abril de 2011     |
| Ásia                                                      | 30 de novembro de 1997  | Diva Universal        | 19 de setembro de 2010 |
| Espanha                                                   | 15 de dezembro de 1997  | Extinto               | 1 de abril de 2005     |
| Romênia                                                   | 1 de abril de 1998      | Diva Universal        | 21 de setembro de 2010 |
| Polônia                                                   | 1 de abril de 1998      | 13th Street Universal | 13 de setembro de 2010 |
| Hungria                                                   | 1 de abril de 1998      | Universal Channel     | 3 de setembro de 2010  |
| República Tcheca, Eslováquia                              | 1 de abril de 1998      | Universal Channel     | 3 de setembro de 2010  |
| Austrália                                                 | abril de 1999           | Universal Channel     | 1 de julho de 2010     |
| Rússia                                                    | 19 de abril de 1999     | Diva Universal        | 17 de setembro de 2010 |
| Reino Unido                                               | fevereiro de 2000       | Universal Channel     | 18 de outubro de 2010  |
| Reino Unido                                               | HD: 28 de junho de 2010 | Universal Channel     | 18 de outubro de 2010  |
| Turquia                                                   | 2000                    | Universal Channel     | setembro de 2010       |
| Israel                                                    | julho de 2000           | Universal Channel     | 28 de dezembro de 2009 |
| Croácia, Bósnia-Herzegovina, Montenegro                   | 1º de agosto de 2001    | Universal Channel     | 3 de setembro de 2010  |